# Shlomo Ben-Ami
Shlomo Ben-Ami (in ebraico שלמה בן עמי‎?; in arabo شلومو بن عمي‎?; Tangeri, 17 luglio 1943) è un diplomatico, politico e storico israeliano di origine marocchina.

## Opere
- The Origins of the Second Republic in Spain, Oxford University Press, 1978.
- Fascism from Above: Dictatorship of Primo de Rivera in Spain, 1923–1930, Oxford University Press, 1983.
- Spain between Dictatorship and Democracy, 1980.
- (ES)  Anatomia de una Transición, 1990.
- Italy between Liberalism and Fascism, 1986.
- Historia del Estado de Israel, junto a Zvi Medin, Ediciones Rialp, 1981.
- Quel avenir pour Israël?, Presses Universitaires de France, 2001; Hachette Littérature 2002, ISBN 2-01-279104-2.
- A Front Without a Homefront: A Voyage to the Boundaries of the Peace Process, Yedioth Ahatonoth, Tel-Aviv, 2004.
- Palestina. La storia incompiuta. La tragedia arabo-israeliana (Scars of War, Wounds of Peace: The Israeli–Arab Tragedy, 2006), traduzione di F. Roncacci, Collana Storica, Milano, Corbaccio, 2007, ISBN 978-88-797-2765-5.
- Prophets Without Honor, Oxford University Press, 2022.